# Dom Pomocy Społecznej dla Dzieci w Ścinawce Dolnej

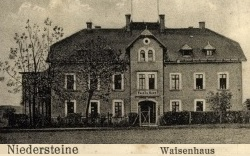
Sierociniec

Dom Pomocy Społecznej dla Dzieci w Ścinawce Dolnej – wybudowany w  1893 r. z fundacji hrabiny Anny von Magnis. w Ścinawce Dolnej z przeznaczeniem  na sierociniec. Budynek znajduje się w ewidencji zabytków gminy Radków.

## Historia
Dwupiętrowy budynek powstał w 1893 jako Sierociniec pod wezwaniem św. Aniołów Stróżów dla 40 wychowanków. Fundatorka pełniła w nim obowiązki kierowniczki zakładu, który w 1901 roku powierzyła Siostrom św. Jadwigi z Wrocławia. W 1917 roku do istniejącego budynku o wymiarach 15 x 25 metrów od strony południowo-zachodniej dobudowano piętrową przybudówkę o wymiarach 6 x 9 metrów. Na parterze urządzono salę szkolną dla dzieci z sierocińca, a na piętrze kaplicę dla sióstr. 
W Polsce
Po włączeniu Kotliny Kłodzkiej do Polski, siostry Jadwiżanki wyraziły chęć wyjazdu do Niemiec. W związku z tym  administrator apostolski Dolnego Śląska ks. dr Karol Milik 19 marca 1946 r. przekazał Sierociniec pw. Świętych Aniołów Stróżów Siostrom Kongregacji św. Teresy od Dzieciątka Jezus, nakładając na nie obowiązek zorganizowania i prowadzenia domu dziecka dla polskich sierot. Subsydia na działalność domu dziecka zapewniał Wojewódzki Wydział Oświaty we Wrocławiu.
W 1947 roku dom dziecka otrzymał urzędową nazwę Dom Dziecka św. Aniołów Stróżów w Ścinawce Dolnej i został zarejestrowany w Kuratorium Okręgu Szkolnego we Wrocławiu. Dotychczasowe trudne warunki finansowe polepszyły się, gdyż kuratorium pokrywało pełne koszty wyżywienia i zakupu odzieży, a fundusz na środki administracyjne pochodził od Powiatowego Komisarza Opieki Społecznej w Kłodzku. Pod koniec 1947 w domu dziecka mieszkało 43 wychowanków - dzieci osieroconych wskutek działań wojennych oraz takich, których rodzice z różnych powodów nie mogli zaopiekować się.
W sierpniu 1948 roku Powiatowy Komisarz Opieki Społecznej w Kłodzku przeniósł wychowanków domu dziecka do Kłodzka. Kuratorium Okręgu Szkolnego we Wrocławiu skierowało na to miejsce wychowanków z Domu Małego Dziecka z Dusznik. Były to dzieci małe, często niewiadomego pochodzenia. Opiekę nad domem dziecka przejął wrocławski oddział Caritas. Pod koniec 1949 roku nastąpiły zmiany w Zarządzie Caritasu, których konsekwencją stało się wstrzymanie wszelkich dotacji finansowych i materialnych na rzecz domu. Subwencje przeznaczone na żywienie i odzież przesyłało Kuratorium Okręgu Szkolnego. W celu wygospodarowania funduszy na zakup pomocy naukowych dla wychowanków, opału, pokrycia kosztów energii elektrycznej i remontów, kierownictwo domu dziecka powiększyło gospodarstwo rolne i hodowlane, z którego podwyżki były sprzedawane.
W 1950 roku powstało Zrzeszenie Katolików „Caritas”, które objęło opiekę nad domami zarządzanymi przez poprzedni Caritas. 17 lutego 1952 roku zrzeszenie to przeorganizowało dom dziecka na Zakład Specjalny dla Dzieci Upośledzonych Umysłowo „Caritas”. Dotychczasowych wychowanków przeniesiono do domów dziecka w Szklarskiej Porębie, Karpaczu i Bystrzycy Kłodzkiej. Na przekształcenie domu dziecka w zakład specjalny pieniądze wyasygnował wojewódzki oddział Caritas we Wrocławiu. Odnowiono wnętrze całego budynku, zakupiono 50 łóżek, kołdry, narzuty na łóżka oraz firanki. Na sypialnie przeznaczono trzy sale, urządzono pokój lekarski i izolatkę. Na pierwszym piętrze urządzono łazienkę oraz suszarnię bielizny. Zakupiono dużą ilość pieluch i gum podkładowych, co było niezbędne ze względu na stan zdrowia dzieci. Dla dzieci chodzących urządzono 2 świetlice będące jednocześnie jadalnią.
W czerwcu 1952 roku zaczęły przyjeżdżać pierwsze grupy dzieci. Praca przy nich była bardzo trudna i fizycznie wyczerpująca, gdyż niekiedy liczba leżących wychowanków wynosiła 24 osoby. Zakład specjalny był przeznaczony dla 75 chłopców i w miarę ich przybywania wzrastała liczba opiekujących się nimi sióstr. Przyjmowano też do pracy dziewczęta i starsze, samotne kobiety.
Dzieci podzielono na trzy grupy:
1. leżące - bezwładne,
2. małe – dzieci w wieku przedszkolnym rozwinięte fizycznie, ale upośledzone umysłowo,
3. starsze – chłopcy starsi i dzieci młodsze lepiej rozwinięte umysłowo.

W ramach zajęć dzieci wyjeżdżały do okolicznych miast, a także pracowały w liczącym 5 ha gospodarstwie rolnym należącym do zakładu. W kolejnych latach wielokrotnie dokonywano remontów i modernizacji pomieszczeń zakładu. Zmianom uległa także liczba wychowanków i personelu.
1 września 1971 roku rozpoczęły się zajęcia w „Szkole życia”. Na lekcje odbywające się trzy razy w tygodniu i prowadzone przez dwóch nauczycieli uczęszczało czternastu chłopców. Terapię zajęciową w połączeniu z ćwiczeniami wspomagającymi prowadzili w godzinach rannych nauczyciele poszczególnych grup.
Od stycznia 1972 roku nazwa zakładu brzmiała Dom Pomocy Społecznej dla Dzieci „Caritas”. Podlegał on Ministerstwu Zdrowia i Opieki Społecznej - oddział w Warszawie, a jednostką wojewódzką był „Caritas” - oddział we Wrocławiu.
Pod koniec 1973 roku w Domu przebywało 61 chłopców w wieku 5–27 lat, przeważnie ze znacznym i głębokim niedorozwojem umysłowym. Duży procent wychowanków posiadał poważne schorzenia natury biologicznej: niedowłady połowiczne, częściowy lub całkowity brak słuchu, wady wzroku, epilepsje, różnego rodzaju zaburzenia mowy czy nieprawidłowy rozwój fizyczny. Wszystkie dzieci były chodzące. Wychowanków o lżejszym niedorozwoju umysłowym (14 osób) objęto nauczaniem w „Szkole życia”, nadzorowanej przez Wydział Oświaty. Wszyscy wychowankowie objęci byli terapią zajęciową. W przypadku głębokiego niedorozwoju była to terapia o charakterze zabawowym. W przypadku pozostałych upośledzeń zajęcia prowadzone były w trzech kierunkach: 
1. zajęcia społeczno-użyteczne o charakterze gospodarczym,
2. zajęcia tkackie i hafciarskie na różnych warsztatach tkackich,
3. szycie miękkich pantofli na własny użytek.

Oprócz tego kierownictwo zakładu czyniło staranie o zorganizowanie warsztatów pracy chronionej. W 1990 roku Zrzeszenie Katolików „Caritas” przekazało dom pomocy społecznej na własność Zgromadzeniu. Dom funkcjonuje na zasadzie umowy między Zgromadzeniem a Starostą powiatu kłodzkiego. W 2009 r. w domu przebywało 52 wychowanków. Dzieci objęte są opieka lekarsko-pielęgniarską, prowadzona jest rehabilitacja ruchowa, fizykoterapia, kinezyterapia, hydroterapia, terapia zajęciowa, zajęcia rewalidacyjne, nauka w szkole specjalnej na czterech szczeblach. Dom posiada sale „Doświadczania Świata”, z której korzystają dzieci.
Aktualnie Dom Pomocy Społecznej w Ścinawce Dolnej przeznaczony jest dla 50 umysłowo upośledzonych chłopców powyżej trzeciego roku życia. Bieżący zarząd DPS prowadzony jest przez Zgromadzenie Sióstr św. Teresy od Dzieciątka Jezus. Dom zapewnia warunki bezpiecznego i godnego życia, umożliwia rozwój osobowości i samodzielności, przygotowuje do życia w społeczeństwie i stwarza klimat domu rodzinnego. Dom oraz jego otoczenie jest w pełni przystosowane do potrzeb osób niepełnosprawnych i spełnia wymogi określone w przepisach prawa.
W 2020 Rada Powiatu podjęła decyzję o wykupieniu budynku z rąk zakonu Zgromadzenia Sióstr Pielęgniarek Trzeciego Zakonu Regularnego św. Franciszka z s. w Ołdrzychowicach Kłodzkich. Powiat od 2000 r. miał podpisaną umowę użyczenia budynku.